# Maquette

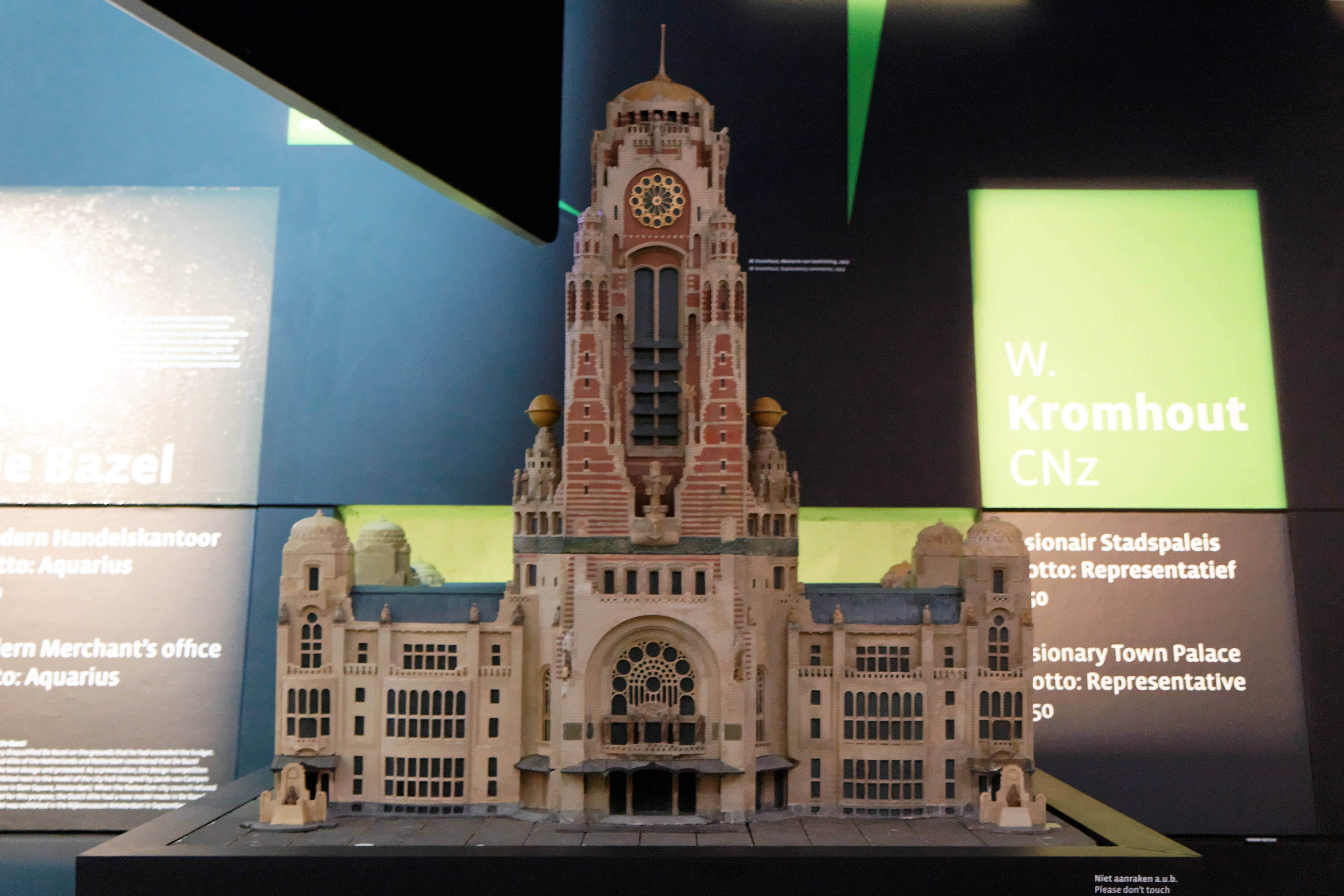
Prijsvraagmaquette voor het Raadhuis Rotterdam door W. Kromhout in 1912

Een maquette is een driedimensionaal model op schaal.
Maquettes worden doorgaans gemaakt om een betere indruk te krijgen van een gebouw dan die men via een tekening kan krijgen. Het is enerzijds een ontwerpmiddel en anderzijds een presentatiemiddel voor de architect of bouwende partij. Het doel kan zijn te komen tot beter ruimtelijk inzicht tijdens het ontwerp proces, dan spreken we van een ontwerpmiddel. Het doel kan ook zijn om de toekomstige gebruiker of investeerder te overtuigen van de kwaliteiten van een plan. In dit geval wordt gesproken van de maquette als presentatiemiddel.
Veel voorkomende schalen:
- 1:100: Deze schaal wordt vaak gebruikt om meer detail aan te geven. Zoals raamkozijnen, binnenkant van een gebouw of ingewikkelde constructies.
- 1:200: Deze schaal wordt ook veel gebruikt om details aan te geven, als het gebouw te groot is om in 1:100 te maken en toch details gewenst zijn kiest men ervoor om 1:200 te nemen. Daarbij komt toch wel kijken dat een kleine fout al grote gevolgen kan hebben in deze schaal, 2 mm fout in de maquette is dat in het echt 0,4 meter.
- 1:500: Met deze schaal is het zeer moeilijk om nog details te laten zien. De details blijven meestal alleen nog bij de gevels, waarbij dan de uitsparingen te zien zijn of de constructie. Het is nog wel mogelijk om mensen te plaatsen en autootjes, de mensen zijn dan ongeveer 3,5 mm hoog (× 500 is 1,75 m). Vaak wordt deze in deze schaal toch met massa's gewerkt, om abstract aan te geven welke vorm het gebouw heeft.
- 1:1000: Als men een overzicht van een bepaald gebied wil hebben en geen details gewenst zijn dan is dit een juiste schaal. Er kunnen al snel grote delen van een stad op een kleine grondplaat gemaakt worden. Als de grondplaat 1 bij 1 m is, dan zijn de werkelijke maten 1000 bij 1000 meter, dat is 100 hectare. Een gebouw wordt dan aangegeven met niet meer een blokje met de schaalafmetingen, details zijn niet meer zichtbaar.
- 1:2500: Deze schaal wordt alleen gebruikt voor grote stedelijke plannen of landschapvorming. Het grote abstractieniveau kan leiden tot een grafische voorstelling.

## Digitale maquettes
Met de opkomst van computertechniek en steeds snellere pc's is het mogelijk geworden om maquettes ook op een digitale wijze beschikbaar te stellen. Voordelen hiervan zijn onder andere de onderhoudbaarheid, het detailniveau, de vrijheid in zichtlijnen en natuurlijk de distributie (geen fysieke plaats meer nodig).